# Ultravox
Ultravox war eine 1974 in London gegründete britische Band, die zu den bedeutendsten und stilbildendsten Bands der New-Wave- und New-Romantic-Bewegung gehört. 1979 wurde Gründungsmitglied und Sänger John Foxx von Midge Ure abgelöst und die kommerziell erfolgreichste Phase eingeleitet. Von 1980 bis 1986 verzeichnete die Band mit Songs wie Vienna, Hymn und Dancing with Tears in My Eyes mehrere Top-Ten-Platzierungen in zehn europäischen Ländern, Australien, Neuseeland und Südafrika. Das stilistische Konzept wechselte Ende der 1970er-Jahre unter Foxx zunächst vom experimentellen Art-Punk und Glam Rock zu einem Synthesizer-dominierten Stil und wurde später mit Ure um gitarrenlastige Rockelemente ergänzt. Zwei Jahre nach der Veröffentlichung des achten Studioalbums U-Vox gab die Band 1988 ihre Auflösung bekannt.
Zum 30-jährigen Jubiläum ihrer Hitsingle Vienna kam Ultravox in der Besetzung der 1980er-Jahre erneut zusammen. Im Rahmen einer Reunion-Tournee spielte die Band 2009 und 2010 mehrere Konzerte in Großbritannien und anderen europäischen Ländern. Am 25. Mai 2012 wurde das letzte Studioalbum Brilliant veröffentlicht.

## Bandgeschichte

### Gründung als Tiger Lily (1974 bis 1976)
Die Band, die später als Ultravox bekannt wurde, bildete sich im Frühjahr 1973, als der Kunststudent und Sänger Dennis Leigh per Inserat nach Musikern suchte. Dem Aufruf folgten zunächst der Gitarrist Stevie Shears und der Bassist Chris St. John, mit bürgerlichem Namen Chris Allen und Bruder von Jeffrey Allen, damals Schlagzeuger der Band Hello. Warren Cann kam im Mai 1974 hinzu und komplettierte am Schlagzeug die erste Besetzung. Frühe Erfahrungen vor Publikum sammelte die Band bei einem Auftritt im Vorprogramm der Heavy Metal Kids am 16. August 1974 im legendären Londoner Marquee Club, bevor der klassisch ausgebildete Musikstudent und Violinist Billy Currie im Oktober 1974 zur Gruppe stieß. Das Quintett veröffentlichte im März 1975 unter dem Namen Tiger Lily beim Plattenlabel Gull Records in Großbritannien nur eine Single Ain’t Misbehavin’, eine Coverversion des gleichnamigen Liedes des Jazz-Pianisten Fats Waller für den Soundtrack zu einem Erwachsenenfilm. Die Gage investierte die Band in ein elektrisches Piano für Currie. Der Name Tiger Lily wurde nach kurzer Zeit wieder aufgegeben. Die Band kam 1975 in Kontakt mit Steve Lillywhite, der ihnen die Polygram-Studios zur Verfügung stellte, wenn diese nicht belegt waren. Das Quintett stellte dort innerhalb eines Jahres zwölf Demobänder zusammen. Nach mehreren Umbenennungen in The Zips, Fire of London, London Soundtrack und kurzzeitig The Damned – nicht zu verwechseln mit der Punkband The Damned – entschied sich das Quintett 1976 für den von Leigh vorgeschlagenen Namen Ultravox!. Das Ausrufezeichen hinter dem Bandnamen war eine Reminiszenz an die Düsseldorfer Krautrock-Band Neu!. St. John nahm den Künstlernamen Chris Cross an, Leigh nannte sich fortan John Foxx.

### Die Jahre bei Island Records (1977 bis 1979)
Chris Blackwell von Island Records nahm die Band im November 1976 nach der Trennung von Roxy Music unter Vertrag. Der Zeitpunkt der Verpflichtung und die Tatsache, dass die Band nur selten live aufgetreten war, führten in der Musikpresse zunächst zu der Annahme, Ultravox! sei ein Projekt von Studiomusikern, die Island als Nachfolger für Roxy Music zusammengestellt habe. Tatsächlich kam der Vertrag zustande, weil Ultravox! das Label durch einen prägnanten Liveauftritt überzeugt hatte. In Zusammenarbeit mit den Produzenten Brian Eno, Ex-Mitglied von Roxy Music, und Steve Lillywhite wurde am 4. Februar 1977 die erste Single Dangerous Rhythm veröffentlicht. Am 25. Februar des gleichen Jahres folgte das Album Ultravox!. Der New Musical Express hielt die Band für Wichtigtuer und Langweiler, konnte der Musik aber auch etwas Positives abgewinnen. Die Presse blieb distanziert, da sie das Konzept der Band nicht einordnen konnte. Am 28. Mai wurde die zweite Single Young Savage veröffentlicht, die heute von britischen Musikjournalisten als einer der besten Punksongs bezeichnet wird. Trouser Press siedelte sie „in der Kluft zwischen Glamrock und Punk“ an. Die Tour zum Album begann in Großbritannien und führte die Band auch nach Frankreich, Belgien und in die Niederlande. Die ersten nennenswerten Gagen investierte Ultravox in neue Instrumente, darunter einen Synthesizer vom Typ ARP Odyssey.
Das zweite Album Ha!-Ha!-Ha! folgte am 14. Oktober 1977 und wurde für den Sound der Band prägend. Der Einsatz des ARP Odyssey durch Currie, verzerrt durch einen Gitarrenverstärker, wurde ein klangliches Markenzeichen von Ultravox. Aus dem Album wurde ebenfalls im Oktober die Single ROckWrok ausgekoppelt. Nach der Promotion-Tour für Ha!-Ha!-Ha! veröffentlichte Island im Februar 1978 die Live-EP Retro, im März 1978 folgten Auftritte in Berlin und Hamburg. Shears Fähigkeiten an der Gitarre betrachtete die Band als limitierenden Faktor. Für das nächste Album wurde er durch Robert Simon alias Robin Simon, ein ehemaliges Mitglied der britischen Punkband Neo, ersetzt. Das Ausrufezeichen im Bandnamen entfiel. In dieser Besetzung traten sie im Mai 1978 live bei BBCs Old Grey Whistle Test und im August beim Reading Festival auf und förderten ihre Popularität.
Das dritte Album Systems of Romance produzierten Ultravox zusammen mit Conny Plank in dessen Studio in Neunkirchen-Seelscheid bei Köln. Das Album wurde nach der Single Slow Motion am 11. September 1978 veröffentlicht. Es markiert die erste Zusammenarbeit mit dem deutschen Produzenten, welche die verstärkte Nutzung von Synthesizern im Ultravox-Sound einleitete. Die im Oktober 1978 nur in Großbritannien veröffentlichte Single Quiet Men sowie die anschließende Tour durch Großbritannien und weitere europäische Länder verbreiterte die Fangemeinde und steigerte die Verkaufszahlen; auch in Deutschland erhöhte sich der Bekanntheitsgrad durch insgesamt 15 Auftritte. Dennoch entschloss sich Island, den Plattenvertrag am 1. Januar 1979 aufzulösen, da der kommerzielle Durchbruch ausblieb und die Band sich musikalisch vom Glam- und Punkrock entfernte.
Systems of Romance wurde durch die Kombination von Lyrik und Synthesizersound ein Meilenstein für Ultravox und Klischee für ein ganzes Genre. Später wurde der Begriff Synthiepop für die „Synthesizer-beherrschten Klangebilde“ von Ultravox prägend. Die Musiker wurden als „Ziehväter heutiger Synthesizer-Bands“ bezeichnet. Simon Reynolds urteilt in seinem Buch Rip It Up And Start Again: „Was Ultravox ganz entschieden zu Vorläufern der Synthiepop-Welle der Achtzigerjahre machte, waren ihre europäische Aura und die unterkühlte Bildwelt der Entmenschlichung und Dekadenz, die der Sänger und Textschreiber John Foxx entwarf.“

### Übergangsphase und Einstieg von Midge Ure (1979)
Von der Band teilweise selbst finanziert, startete die Tournee durch die Vereinigten Staaten im Februar 1979 in New York und endete im März in Los Angeles mit dem Ausstieg von Foxx, der eine Solokarriere anstrebte und der Band den Namen überließ. Simon blieb nach dem Ausstieg in den USA und schloss sich zunächst Magazine und später John Foxx an, dessen Album The Garden von ihm an der Gitarre begleitet wurde. Das verbliebene Trio stand ohne Plattenvertrag sowie ohne Sänger und Gitarristen vor dem finanziellen Aus. Billy Currie verdingte sich als Keyboarder bei Gary Numan für dessen Album The Pleasure Principle und knüpfte Kontakte zum Londoner Nachtclub Billy’s, einem Vorläufer des legendären Blitz von Steve Strange. Dessen Haus-DJ und Schlagzeuger Rusty Egan machte Currie mit dem Schotten Midge Ure bekannt, mit dem er zusammen bei Rich Kids gespielt hatte. Ure war mit passablem Erfolg als Gitarrist und Sänger bei der Teen-Popband Slik und später als Sänger, Gitarrist und Keyboarder bei der Power-Pop-Formation Rich Kids tätig gewesen. Strange, Egan und Ure begannen zu diesem Zeitpunkt ein gemeinsames Projekt namens Visage, dem sich auch Currie anschloss. Currie stellte Ure seinen Bandkollegen vor, woraufhin dieser im April 1979 bei Ultravox einstieg. Ultravox probte die vorhandenen Songs mit Ure und begann als Quartett, neue Songs zu schreiben.
Bis zu einem neuen Plattenvertrag hielten sich die Bandmitglieder im Sommer 1979 durch Mitwirkung bei Konzerten anderer Musiker über Wasser: Ure sprang bei der USA-Tournee von Thin Lizzy als Gitarrist für den ausgestiegenen Gary Moore ein, Currie bei der Touring Principles-Tour von Gary Numan und Cann bei Zaine Griff. Bei dieser Gelegenheit lernte Cann den deutschen Filmkomponisten Hans Zimmer kennen. Daraufhin trat Cann in der englischen Fernsehsendung Top of the Pops als Schlagzeuger der Buggles für den Song Video Killed the Radio Star auf, da die Buggles ein reines Studioprojekt waren. Cross half bei James Honeyman-Scott (The Pretenders) und Barry Masters (Eddie & the Hot Rods) aus. Im November und Dezember 1979 setzte Ultravox die Tour durch die Vereinigten Staaten mit neuem Sänger und überwiegend alten Songs fort. Die Verbindung mit Visage rückte Ultravox bei Medien und Fans häufig in die Nähe der New-Romantic-Bewegung, da Ure und Currie zu diesem Zeitpunkt in beiden Bands spielten und Visage vorwiegend dieser Modewelle zugeordnet wurde. Ure und Currie waren an den beiden ersten Visage-Alben Visage und The Anvil beteiligt und verließen danach das Projekt. Die Einnahmen aus der von Currie und Chris Payne komponierten und von Ure getexteten Visage-Single Fade to Grey investierte Ultravox wieder in neue Instrumente.

### Die Jahre bei Chrysalis Records (1980 bis 1986)
Nach der Tour machte die Band im Februar 1980 Chrysalis Records auf sich aufmerksam und erhielt im April einen Plattenvertrag. Ultravox verpflichtete Chris Morrison und Chris O’Donnell, das Managementteam von Thin Lizzy und Phil Lynott, als Manager der Band. Das erste Chrysalis-Album Vienna nahm die Band bei RAK Records in London auf. Plank übernahm in seinem Studio die Abmischung. Das Album wurde am 11. Juli 1980 veröffentlicht. Aus dem Album wurden insgesamt vier Singles ausgekoppelt: Sleepwalk, Passing Strangers, das Titelstück Vienna (Hörbeispielⓘ) und All Stood Still. Drei Singles konnten sich in den britischen Singlecharts platzieren, Vienna stand vier Wochen lang auf Platz zwei. Das Album erreichte Platin-Status für mehr als 300.000 und die gleichnamige Single Gold-Status für mehr als 400.000 verkaufte Tonträger. Der einsetzende kommerzielle Erfolg veranlasste Island Records, am 6. Juni 1980 unter dem Titel Three into One ein Best-of-Album mit Songs aus der Island-Zeit herauszubringen. Anfang 1981 wurde die Single Slow Motion neu veröffentlicht und erreichte Platz 33. Auch außerhalb Großbritanniens blieb der kommerzielle Erfolg nicht aus: Vienna eroberte in Irland, den Niederlanden und Belgien die Chartspitze und in Australien Platz 11, in Neuseeland Platz 2 sowie in Südafrika Platz 8. Die britische Presse ließ für die „atmosphärische Elektronik“ nicht „den geringsten Zweifel an ihrer musikalischen Meisterschaft“. Der Ultravox-Sound erreichte durch Ures prägnante Stimme und präzise Gitarrenriffs einen hohen Wiedererkennungswert.

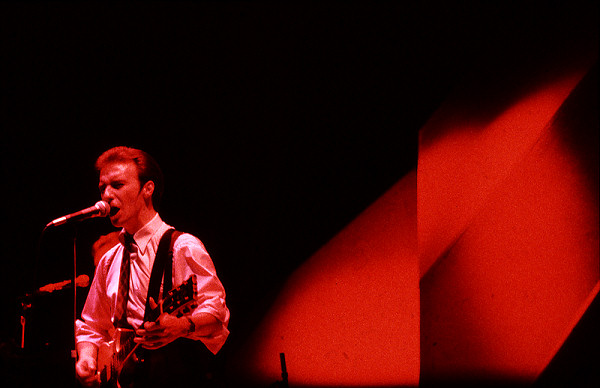
Ultravox mit Midge Ure im Osloer Chateau Neuf, 4. November 1981

Im Juni 1981 versammelte sich die Band erneut im Studio von Plank, um das Album Rage in Eden aufzunehmen. Zu diesem Zeitpunkt verfügten Ultravox lediglich über einige neue Songfragmente, jedoch hatten sie keine fertig ausgearbeiteten Stücke bereit. Ein Großteil des Materials wurde erst im Studio komponiert. Die erste Single The Thin Wall wurde am 14. August 1981 veröffentlicht, das Album selbst am 11. September. Am 29. Oktober 1981 wurde mit The Voice die zweite Single ausgekoppelt. Beide Singles erreichten die britischen Top 20, das Album die britischen Top 10 und Gold-Status. Im deutschsprachigen Raum konnte sich nur das Album in den deutschen Top 50 platzieren. Teilweise entstanden ausgefallene Arrangements, die sich dem Zuhörer nicht auf Anhieb erschließen. So wurde beispielsweise die Titelzeile aus I Remember (Death in the Afternoon) (Hörbeispielⓘ) im Hintergrund des Titelstückes Rage in Eden rückwärts eingespielt. Die B-Seiten der Singles umfassten – wie schon bei Vienna – Songs, die nicht auf den Alben enthalten waren und erst zehn Jahre später auf den beiden Rare-Alben neu veröffentlicht wurden. In kreativer Weise nutzte die Band die technischen Möglichkeiten der damaligen Zeit und festigte ihren eigenen Stil. Das Presseecho war geteilt: Während Melody Maker „Bestätigung, Konsolidität und Stil“ erkannte, fand Creem das Werk „steril, inhuman und faschistisch“. Im Anschluss an die Veröffentlichung startete die Band eine sechsmonatige Welttournee mit mittelmäßiger Resonanz in den Vereinigten Staaten.
1982 wurde das nächste große Projekt der Band eingeleitet. Nach zwei Studioalben und kommerziellem Erfolg in Europa und Asien wurde mit George Martin der Erfolgsproduzent der Beatles für das dritte Chrysalis-Album Quartet verpflichtet, um in den USA den Durchbruch zu schaffen. Das Album wurde in etwa vier Wochen in den Londoner AIR Studios aufgenommen und auf der Karibikinsel Montserrat fertiggestellt. Zunächst veröffentlichte die Band am 16. September 1982 die Single Reap the Wild Wind, einen Monat später das Album. Anschließend wurden mit Hymn, Visions in Blue und We Came to Dance drei weitere Singles ausgekoppelt. Alle Titel erreichten Platzierungen in den britischen Top 20, Hymn Platz 9 in Deutschland und Platz 6 in der Schweiz. Mit Quartet erreichte Ultravox Platz 63 in den Billboard 200. Mit der Single Reap the Wild Wind und Platz 71 in den Billboard Hot 100 hatte die Band die einzige Chartplatzierung einer Single in den USA. Die Süddeutsche Zeitung nannte Ultravox „die führenden Vertreter der elektronisch aufbereiteten Rockmusik“. Im November 1982 startete die Band die zweite Welttournee, die im Mai 1983 in Japan endete und wegen des Bühnenbildes auch als Monument-Tour bezeichnet wurde. Im Hintergrund der Bühne stand eine Gebäudefassade, die Lichttechnik wurde an klassisch anmutenden Säulen befestigt. Hervorzuheben sind die Konzerte vom Dezember 1982 im Londoner Hammersmith Odeon, weil sie für das Livealbum Monument – The Soundtrack und ein 31-minütiges VHS-Video mitgeschnitten wurden. Die für die Bühnenauftritte notwendige Synthesizer- und Bühnentechnik nahm die Züge einer Materialschlacht an, was die Band später zu einem Umdenken brachte: Chris Cross bekannte im Tourbook für die spätere U-Vox-Welttournee 1986/87: „No more gothic monstrosities!“ („Keine schauerlichen Monstrositäten mehr“).

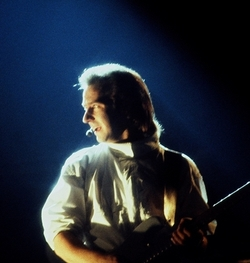
Ultravox mit Midge Ure im Bristol Hippodrome, 24. Mai 1984

1984 veröffentlichte die Band mit Lament das vierte Studioalbum bei Chrysalis. Durch Nutzung eigener Tonstudios hatten die Musiker mehr Freiräume bei der kompositorischen Arbeit. Das Album wurde in Ures Musicfest Studio in London aufgenommen und selbst produziert. Es wurden vier Singles veröffentlicht, von denen Dancing with Tears in My Eyes (Hörbeispielⓘ) auch außerhalb Großbritanniens ein kommerzieller Erfolg war. Die Presse sprach vom bekannten „englischen Kathedralen-Sound“ und „altbekannten Floskeln“, obwohl das Album unter anderem durch weibliche Backing Vocals und vorprogrammierte Gesangssamples stilistisch eine Weiterentwicklung darstellte. Bis 1984 gehörte Ultravox zu den erfolgreichsten Bands der New-Wave-Zeit und wurde mit Bands wie Depeche Mode und The Cure in einem Atemzug genannt. Neben den eigenen Alben steuerten Ure und Cross auch die Musik zum Levi’s-Werbespot Rivets bei und komponierten die Titelmusik zum Spielfilm Max Headroom, der Auftakt für eine nachfolgende Serie gleichen Namens war.
Midge Ure schrieb im November 1984 zusammen mit Bob Geldof Do They Know It’s Christmas? für das Band-Aid-Projekt, um Geld gegen die Hungersnot in Äthiopien zu sammeln. 1985 machte Ultravox eine kreative Pause, weil Ure mit den Vorbereitungen für Live Aid und seinem ersten Soloalbum beschäftigt war. Die Schaffenspause wurde mit dem Best-of-Album The Collection und der gleichnamigen Zusammenstellung der Videos auf VHS überbrückt. Ultravox trat am 13. Juli 1985 im legendären Live Aid-Konzert im Wembley-Stadion letztmals vor der Reunion 2009 in der Besetzung Ure, Currie, Cross und Cann auf. Cann verließ die Band nach musikalischen Differenzen während der Vorbereitung des nächsten Albums. Ures Engagement für andere Projekte sowie Canns Ausscheiden stellten die Band vor eine Belastungsprobe und bildeten den entscheidenden Auslöser für das spätere Zerwürfnis.
1986 erschien das von Plank koproduzierte und in Köln sowie in Curries Hot Food Studios in London aufgenommene Album U-Vox im Bestreben, die Band angesichts der ausklingenden New-Wave-Bewegung musikalisch weiterzuentwickeln. Neben Plank wurde erneut George Martin als Produzent verpflichtet. Der Schlagzeuger Mark Brzezicki von Big Country ersetzte Warren Cann. Die Versuche, neue Wege zu beschreiten, kamen insbesondere in dem Einsatz von Blechbläsern bei Same Old Story und The Prize, der Zusammenarbeit mit der irischen Folkgruppe The Chieftains für die Single All Fall Down und der von George Martin arrangierten und mit Orchester eingespielten Single All in One Day zum Ausdruck. Der kommerzielle Erfolg für U-Vox blieb jedoch aus. Rückblickend bezeichneten Ure und Currie das musikalische Vermächtnis der Band in Form des letzten gemeinsamen Studioalbums aus den 1980er-Jahren als schlecht. Nach der anschließenden Welttournee gingen die Bandmitglieder ab 1987 getrennte Wege und verkündeten im November 1988 die Auflösung von Ultravox.

### Neuauflage der Band um Billy Currie (1988 bis 1995)
Im November 1988 startete Billy Currie abermals eine Zusammenarbeit mit Robin Simon. Aufgrund juristischer Auseinandersetzungen mit Midge Ure um die Rechte an den früheren Werken konnte Currie den Bandnamen Ultravox zunächst nicht verwenden. Ein musikalisch kurzlebiges Folgeprojekt namens Humania entstand unter anderem mit Ray Weston am Schlagzeug, der später zu Wishbone Ash wechselte. Die Band spielte etwa ein Jahr lang zusammen und beschränkte sich auf Liveauftritte. Erst 2006 wurde von Currie ein Album unter dem Namen Sinews of the Soul veröffentlicht. Es enthält auch zwei neu eingespielte Versionen der Ultravox-Songs Can’t Stay Long (im Original I Can’t Stay Long) und Lament.
Nach Lösung der rechtlichen Probleme reaktivierte Currie 1992 den Namen Ultravox mit wechselnden Bandmitgliedern und einer überarbeiteten Version des Hits Vienna. 1993 folgte das in Zusammenarbeit mit Tony Fenelle eingespielte Album Revelation, das bei Fans und Kritikern durchfiel. Mit neuer Besetzung um den Sänger Sam Blue und den Gitarristen Vinny Burns erschien 1994 das Album Ingenuity. 1995 wurde zudem die Liveproduktion Future Picture mit Material einer Italien-Tour vom Sommer 1993 herausgebracht. Dem Gesangsstil von Blue attestierten Rezensenten zuweilen Ähnlichkeiten mit der Stimme von Midge Ure. Auch der Sound einiger Songs wie Ingenuity, Ideals oder Majestic wies aufgrund der Currie-typischen Synthesizerklänge Parallelen zum musikalischen Stil der früheren Titel auf. Dennoch konnte auch dieses Album nicht an die kommerziellen Erfolge der 1980er-Jahre anknüpfen.

### Comeback-Tournee und elftes Studioalbum (2008 bis 2013)

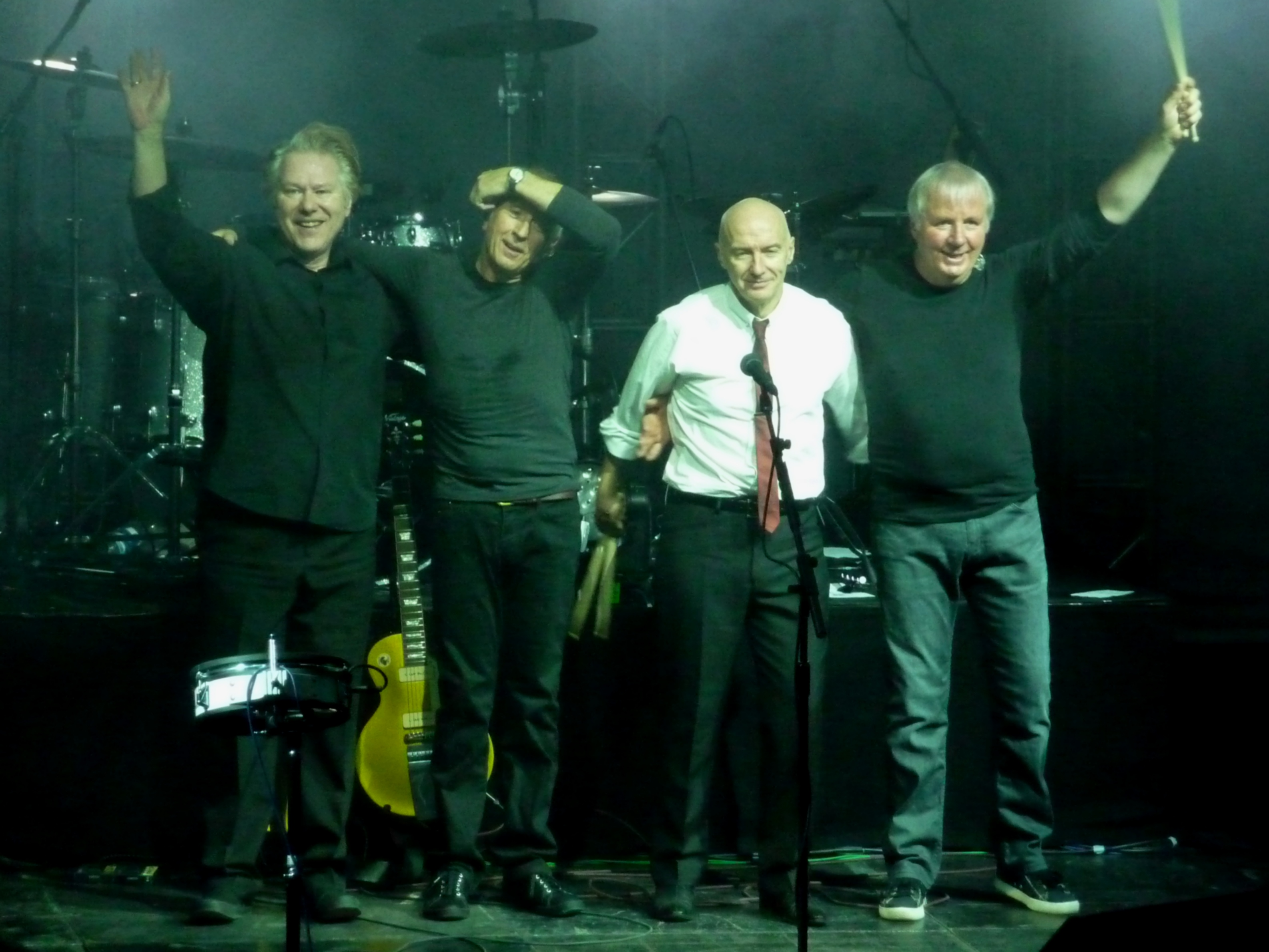
Ultravox in der Berliner C-Halle, 25. Oktober 2012

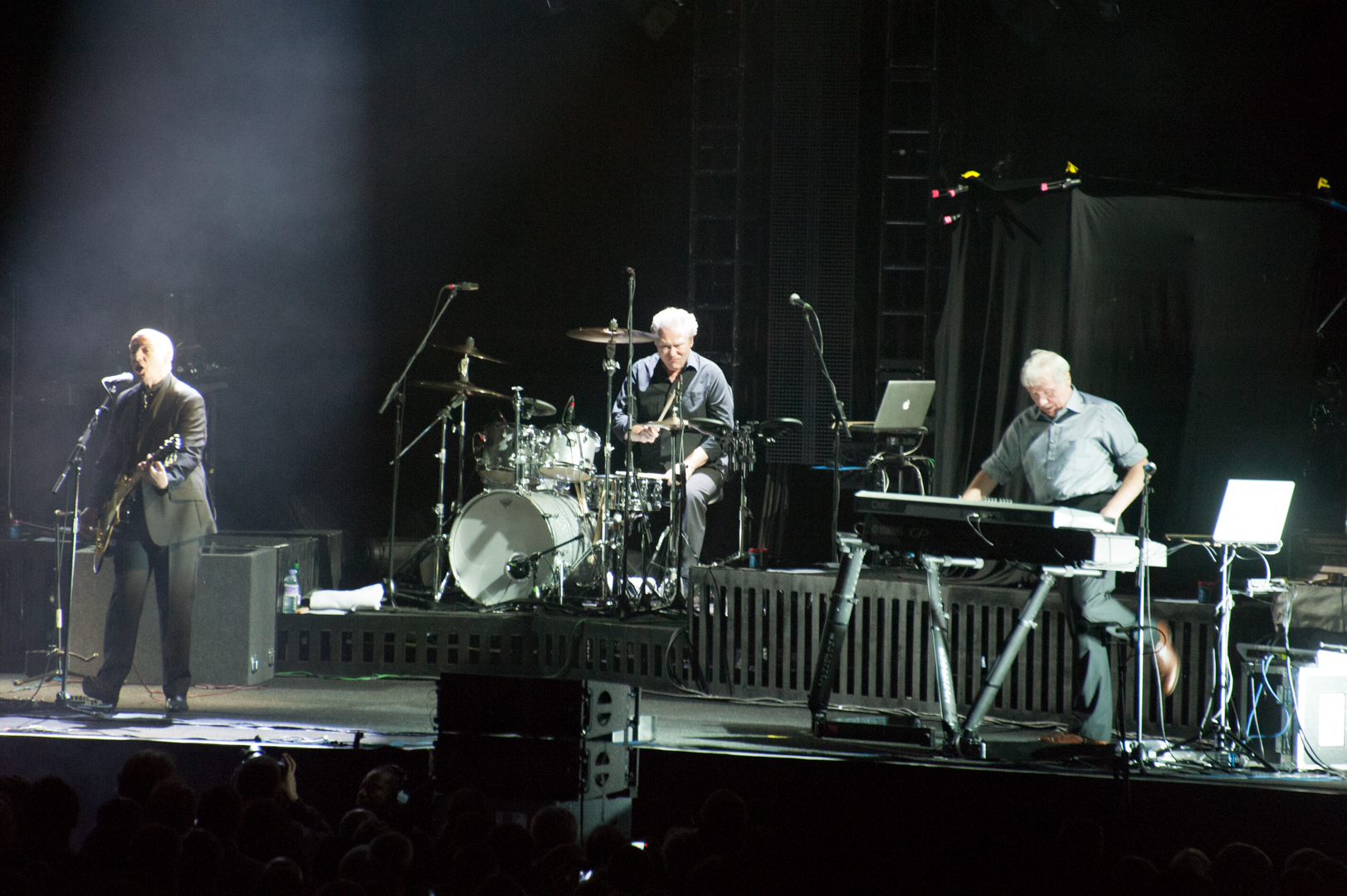
Ultravox im Londoner The O₂, 30. November 2013

Der Kontakt der Bandmitglieder untereinander riss kurz nach der Auflösung von Ultravox im Jahr 1988 fast vollständig ab. Midge Ure und Billy Currie beschritten Solopfade als Musiker und Produzenten, Chris Cross und Warren Cann traten musikalisch nicht mehr öffentlichkeitswirksam in Erscheinung. Cross praktizierte viele Jahre in Schottland als Psychotherapeut, Cann ließ sich in Los Angeles nieder und suchte als Arrangeur die Nähe zur Filmindustrie.
Ure und Currie kamen anlässlich der Neuauflage der fünf Chrysalis-Alben wenige Tage nach Veröffentlichung der Remastered Definitive Edition von Vienna zusammen, um eine Akustikversion des Titelstückes zu Promotionszwecken zu spielen. Der Song wurde am 2. Oktober 2008 in den Abbey Road Studios aufgenommen und im britischen Radiosender Absolute Radio in der Geoff Lloyd’s Hometime Show live ausgestrahlt. In der auch 2008 noch aktiven Fangemeinde sorgte der gemeinsame öffentliche Auftritt beider Musiker genau 20 Jahre nach Auflösung der Band und fast 30 Jahre nach Produktion des Albums Vienna für großes Aufsehen. Zuvor hatte bereits Chris O’Donnell – früher Bandmanager und gegenwärtig Konzertveranstalter bei Live Nation – alle vier ehemaligen Mitglieder der Formation aus den 1980er-Jahren kontaktiert und die Chancen eines Comebacks ausgelotet.
Anfang November 2008 wurde die in Anlehnung an das 1981er-Album Return to Eden genannte Reunion-Tournee bekannt gegeben. Mehr als 23 Jahre nach ihrem letzten gemeinsamen Auftritt bei Live Aid gaben Ure, Currie, Cross und Cann von Mitte April bis Anfang Mai 2009 insgesamt 17 Konzerte in Großbritannien und Irland. Der Mitschnitt im Londoner Roundhouse am 30. April 2009 diente als Basis für das ein Jahr später veröffentlichte Livealbum Return to Eden – Live at the Roundhouse. Ausverkaufte Hallen zeugten von einer sehr guten Publikumsresonanz, die die Band zur Teilnahme am Isle of Wight Festival und Lokerse Feesten in Belgien sowie zu einer Zusatzveranstaltung in Duisburg veranlasste. Eine Fortsetzung der Konzertreihe in Großbritannien und anderen europäischen Ländern inklusive Deutschland und der Schweiz fand im Frühjahr 2010 unter dem Titel Return to Eden Part II statt. Im August 2010 hatte die Band unter anderem sechs Auftritte beim Forever Young Festival in Schweden zusammen mit anderen Vertretern der New-Wave-Ära wie Alphaville und The Human League. Ende März 2011 erschien die EP Moments from Eden mit Livemitschnitten der zweiten Return to Eden-Konzertreihe zunächst bei Online-Musikdiensten und Anfang Mai in Form einer limitierten und künstlerisch aufgewerteten Ultimate Deluxe Edition als kombinierte CD- und 10"-Vinyl-Version.
Nach fast zweijähriger Vorbereitungszeit veröffentlichte Ultravox am 25. Mai 2012 das elfte Studioalbum Brilliant. Es erschien nach einem zwischenzeitlichen Wechsel des Plattenlabels bei EMI Records und wurde von Stephen Lipson produziert, der bereits mit Bands und Künstlern wie Frankie Goes to Hollywood, Propaganda, Grace Jones und Annie Lennox zusammengearbeitet hatte. Von September bis November 2012 begab sich die Band mit altem und neuem Material erneut auf Konzertreise durch Europa. Zum Start der Brilliant-Tournee kam eine weitere EP mit der Singleauskopplung Live und drei zusätzlichen Titeln 7/8 (Studio Instrumental), We Stand Alone und Astradyne (jeweils Live Return to Eden Part II 2010) heraus. Darüber hinaus ist ein Livemitschnitt vom 27. September 2012 mit 24 der im Londoner Hammersmith Apollo gespielten 27 Titel als Doppel-CD oder MP3-Download bei Live Here Now erhältlich.

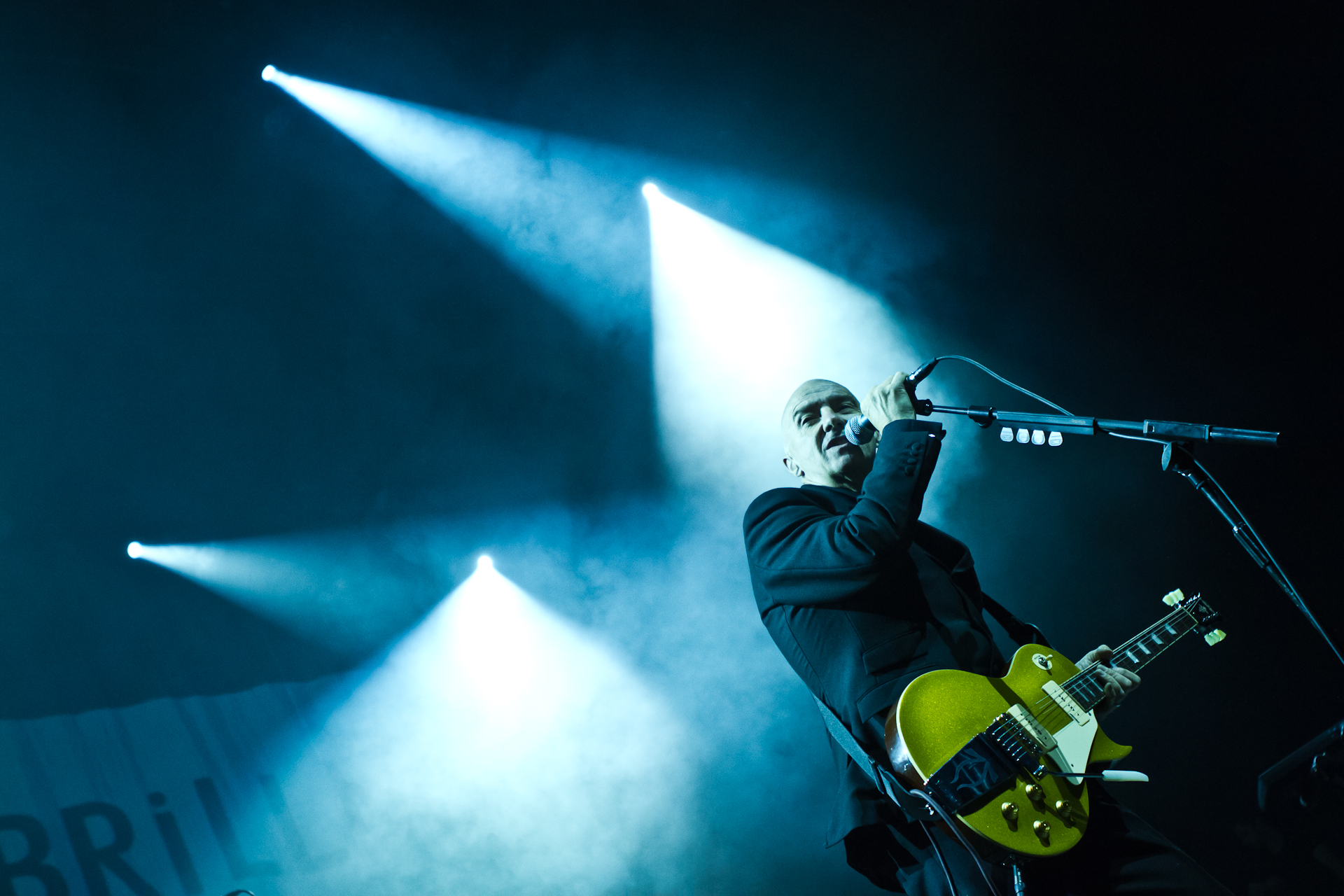
James "Midge" Ure 2012 im Kölner E-Werk

Bei ihren letzten Auftritten Ende November 2013 spielte Ultravox in Großbritannien vier knapp einstündige Konzerte als „Special Guests“ der schottischen Band Simple Minds im Rahmen ihrer Greatest Hits Tour. Während Midge Ure anschließend seine Solokarriere fortsetzte, verkündete Billy Currie Anfang 2017 in einem Beitrag auf seiner Homepage den Ausstieg aus der Band.
Am 25. März 2024 starb der Bassist Chris Cross im Alter von 71 Jahren; die Todesursache wurde nicht bekannt gegeben.

## Konzept und Stil
Dennis Leigh war schon als Kind technikbegeistert. An der Kunstschule kam er mit dem Futurismus in Berührung und der Idee, dass die Geräuschkunst die Musik ersetzen würde. Russolos Manifest L’arte dei rumori (Die Kunst der Geräusche) inspirierte Leigh auch zum Bandnamen, einem Kofferwort der lateinischen Begriffe für Jenseitigkeit (ultra) und Stimme (vox). Der Titel des Manifests wurde auch 1983 für die britische Band The Art of Noise zur unmittelbaren Vorlage und die Musikpresse nannte die frühe Synthie-Pop-Bewegung gelegentlich „Futurists“.

“The name was mine, it means in Latin – ‚ultra‘ means‚ beyond all reasonable expectations‘ and ‚vox‘ means voice, of course.”

„Der Name stammte von mir; ‚ultra‘ bedeutet auf Lateinisch jenseits aller vernünftigen Erwartungen‘, und ‚vox‘ bedeutet natürlich Stimme.“

John Cage und The Velvet Underground verstärkten in Foxx den Wunsch, neben seinem Kunststudium Musik zu machen. Am Royal College of Art kam er zum ersten Mal mit Synthesizern in Kontakt und war fasziniert von den klanglichen Möglichkeiten. Beeinflusst vom Glam Rock (New York Dolls) und Psychedelic Rock (The Velvet Underground) aus den Vereinigten Staaten beabsichtigte Leigh, ein britisches Gegengewicht mit musikalischer Experimentierfreude und psychedelischer Lyrik zu schaffen.

“We admired Roxy, had noticed Kraftwerk, loved Tomorrow Never Knows and the New York Dolls and the Velvets and Iggy and the early Shadows (perfect name, music and concept – Frightened City – what a title). Loved the Futurists and Fritz Lang and Film Noir and wanted to make a strange mating between Britain and Germany.”

„Wir bewunderten Roxy, hatten Kraftwerk bemerkt, liebten Tomorrow Never Knows und die New York Dolls und die Velvets und Iggy und die frühen Shadows (perfekter Name, Musik und Konzept – Frightened City – was für ein Titel). Liebten die Futuristen und Fritz Lang und den Film Noir und wollten eine merkwürdige Verschmelzung zwischen Großbritannien und Deutschland.“

Diese unterschiedlichen musikalischen und literarischen Einflüsse irritierten die Presse genauso wie die Hörer. Den ersten Liveauftritt unter dem Namen Ultravox! im The Nashville in London im November 1976, kurz nachdem Island sie unter Vertrag genommen hatte, kommentierte die Musikpresse unisono als von der Plattenfirma lancierten Hype:

“An arrogant ‚hello, love me‘ entrance with no live gig goodwill to act as a safety net... I don′t believe Ultravox! and I don′t like them – but I like their album.”

„Eine arrogante ‚hallo, liebt uns‘-Einführung mit fehlendem Willen zu Liverauftritten als Fangnetz... Ich glaube Ultravox! nicht und ich mag sie nicht – aber ich mag ihr Album.“

Obwohl ein ähnlicher Hype auch um die Sex Pistols stattfand, haftete der Band dieser Makel der Unglaubwürdigkeit trotz guter Plattenkritiken für die Debütsingle Dangerous Rhythm und das Debütalbum Ultravox! unwidersprochen an und beeinflusste so möglicherweise auch die Verkaufszahlen. Zeitgenössisch häufig als Spät-Glam bezeichnet, wurde die Band um John Foxx in der Retrospektive häufig dem Post-Punk zugeordnet, obwohl viele Songs des Studioerstlings Ultravox! bereits zwischen 1974 und 1976 entstanden waren und damit zeitgleich zum Punk, als dessen britischer Startschuss die Veröffentlichung von Anarchy in the UK der Sex Pistols im November 1976 gilt.
Der zynische Albumtitel des Nachfolgealbums Ha! Ha! Ha! war von der Antipathie der damals einflussreichen Musikpresse beeinflusst, wie die Band in Interviews nach der Veröffentlichung mitteilte:

“We hadn’t got our own way and so with Ha! Ha! Ha! we were out to piss off as many people as possible. We knew it was going to do jack shit in terms of sales so we just left stuff in there like all the feedback at the end of Fear in the Western World.”

„Wir konnten unseren Kopf nicht durchsetzen und wollten mit Ha! Ha! Ha! so viele Leute wie möglich verprellen. Wir wussten, dass es sich beschissen verkaufen würde, also ließen wir Zeug wie das ganze Feedback am Ende von Fear in the Western World drin.“

Diese gezielte Befremdung der Musikpresse resultierte erneut in negativen Kritiken, auch solcher Autoren, die der Band zunächst positiv gegenüberstanden wie Pete Silverton von Sounds. Die Veränderung wurde durch einen Wechsel von Foxx’ Bühnenoutfit vom transparenten Plastikmantel hin zu uniformartiger, faschistoider, schwarzer Kleidung unterstrichen, was dem Regelbuch des Punk ebenfalls widersprach. Die Befremdung der Musikpresse und das schwarze Bühnenoutfit wurde später durch Bands wie Joy Division aufgegriffen.
Die Abwendung von rockistischen „Amerikanismen“ und das Experimentelle im Sound der Band wurde durch den Einsatz von elektronischen Instrumenten auf den Alben Ha! Ha! Ha! und stärker noch auf Systems Of Romance zur einflussreichen Vorlage für eine Reihe von Musikgenres in den Achtzigerjahren.

„Wir fühlen europäisch. Die Art von Begleitung und die Melodien, die wir uns einfallen lassen, wirken irgendwie deutsch. Das war schon so, bevor wir hierhergekommen sind.“

Erst in der Retrospektive erkannte die damals sehr einflussreiche Musikpresse diese Bedeutung:

“There must be a lot of people around scratching their heads wondering why they didn’t get into Ultravox... The most plausible reason for the band never having more than a cult following and hence not devastating the album charts is they were unfashionable at the time when the music press was at its most influential...”

„Es muss eine ganze Menge Leute geben, die sich am Kopf kratzen und sich wundern, warum sie sich nicht mit Ultravox beschäftigten... Der glaubhafteste Grund dafür, dass die Band nie mehr als Kultanhänger hatte und daher die Albumcharts nicht stürmte, liegt darin, dass sie zu einem Zeitpunkt unzeitgemäß waren, als die Musikpresse am einflussreichsten war...“

Zeitgenössische Künstler erkannten das Potential der Band bereits früh für sich. Gary Numan bezeichnete das dritte Album Systems of Romance als größten einzelnen Einfluss für seinen Electro Wave:

“Back in ’78 Systems of Romance was probably the most important album to me in terms of how I wanted to approach electronic music. It was exactly where I wanted to go with my own music.”

„Damals im Jahr 1978 war Systems of Romance vermutlich das wichtigste Album für mich in Bezug darauf, wie ich an elektronische Musik herangehen wollte. Genau dahin wollte ich mit meiner eigenen Musik.“

Die Mitglieder der Band nahmen Einfluss auf die Genres Minimal Electro (Foxx solo), New Romantic (Currie und Ure mit Visage) und Synthiepop (Ultravox ohne Foxx). Mick Mercer attestierte den frühen Ultravox zudem Einflüsse auf den Gothic Rock. Ultravox prägte die europäische Musikszene und den New Wave dadurch erheblich.
Nick Rhodes von der später gegründeten Band Duran Duran war ebenfalls bereits früh von der Band überzeugt:

“Ultravox were the link between punk and what came next.”

„Ultravox waren das Bindeglied zwischen Punk und dem, was danach kam.“

Für Rusty Egan, Schlagzeuger bei der Band The Rich Kids und DJ in den Nachtklub Billy’s und Blitz, das später die Keimzelle der New Romantic-Bewegung werden sollte und Bands wie Spandau Ballet und Visage hervorbrachte, gehörten Quiet Men und Slow Motion zum Standardrepertoire.
Das Konzept wurde mit dem Weggang von Foxx und dem Eintritt von Ure schließlich auch kommerziell ausgewertet. Die meisten Songs des 1980 veröffentlichten und kommerziell sehr erfolgreichen Albums Vienna entstanden bereits im Frühjahr 1979. Die psychedelische Lyrik von Foxx wurde durch eingängigere Texte von Ure aufgegeben, aber die anhaltende Experimentierfreudigkeit mit elektronischen Klängen brachte das Konzept ab 1980 in die Erfolgsspur.

## Texte
Die Texte der Schaffensperiode bei Island Records, die ausnahmslos von John Foxx stammen, orientieren sich an dem, was er auf den Straßen Londons in der zweiten Hälfte der 1970er-Jahre wahrnahm. Bereits der Eröffnungstitel des ersten Albums macht dies deutlich: Saturday Night in the City of the Dead („Samstagnacht in der Stadt der Toten“).

“Stands in the dole queue, face like a statue / Laugh like a maniac, walk like a king, too / Spiked hair, don’t care. Oxfam outlaw / Rap band rips it out, you’re buzzing like a chainsaw”

„Steht in der Arbeitslosengeldschlange, Miene wie eine Statue / Lacht wie ein Verrückter, schreitet auch wie ein König / Stacheliges Haar, macht nichts. Oxfam-Ausgestoßener / Schlägerkumpels reißen es raus, du brummst wie eine Kettensäge“

Das Thema Mensch-Maschine (zum Beispiel in I Want To Be a Machine) entnahm er bei Electronic Revolution („Die Elektronische Revolution“) von W.S. Burroughs. Die dystopischen Szenarien, in denen er den Zerfall der Gesellschaft, die Vereinsamung des Individuums und die Auflösung von Zeit und Raum beschreibt, sind den Romanen von J.G. Ballard entlehnt. Auch Motive aus Ballards Crash (1996 von David Cronenberg verfilmt) schlugen sich in einigen Texten nieder, insbesondere bei My Sex aus dem zweiten Album:

“My sex is a spark of electro flesh / A neon outline on a high-rise overspill / Skyscraper shadows on a car-crash overpass / It wears no future faces, owns just random gender”

„Mein Sex ist ein Funken Elektrofleisch / Ein Neonprofil auf dem Hochhausüberfluss / Wolkenkratzerschatten auf einem Autounfall auf einer Überführung / Er hat nicht die Fratzen der Zukunft, ihm gehört nur eine Zufallsrolle“

Für Hiroshima Mon Amour nahm er unmittelbar Anleihen bei Marguerite Duras beziehungsweise Alain Resnais. Neben diesen Literaten verarbeitete er auch cineastische Quellen in den Songtexten. Zu diesen gehören unter anderem Carol Reeds Der dritte Mann nach dem Buch von Graham Greene, Wolf Rillas Das Dorf der Verdammten und Jules Dassins Die Ratte von Soho. Foxx’ Sprache ist bildreich und bedient sich dabei häufig verschiedener Farben oder dem Spiel von Licht und Schatten sowie Begriffen aus der Kinematografie. Seine gesangliche Akzentuierung reicht vom Staccato in Saturday Night in the City of the Dead bis zum Legato in Just for a Moment:

“Listening to the music the machines make / I let my heart break / Just for a moment”

„Während ich der Maschinenmusik lauschte / Ließ ich mein Herz zerbrechen / Nur für einen Moment“

Nach dem Weggang von Foxx und vor dem Einstieg von Ure entstanden erstmals Songs ohne Text (Astradyne) oder ohne Gesang (Mr. X, gesprochen von Warren Cann). In der 1980er-Besetzung einigten sich alle Bandmitglieder darauf, an Text und Komposition gleichbeteiligt zu sein. Für das Album Vienna steuerte Cann etwa die Hälfte der Songtexte bei. Obwohl die Arbeitsaufteilung im Einzelnen nicht mehr nachvollziehbar ist, erklärte Billy Currie in einem Interview, dass hauptsächlich Midge Ure für die späteren Texte verantwortlich zeichnete.
Zunächst blieb die Gruppe dem Thema vom Verfall der Gesellschaft und Vereinsamung treu (zum Beispiel in Passing Strangers und Mr. X), wechselte aber von der Beobachterperspektive unter Foxx in die Sichtweise des Betroffenen. Bei Presseinterviews zu Vienna wurde eine Verbindung mit der Wiener Secession („Der Zeit ihre Kunst, der Kunst ihre Freiheit“) und Gustav Klimt hergestellt, die Ure später zurücknahm. Die Texte zu Rage in Eden („Aufruhr im Paradies“) blieben in der Erzählperspektive und handelten von Ängsten (The Thin Wall, Stranger Within) und Autorität (The Voice, Accent on Youth). Erste religiös gefärbte Texte (Rage in Eden) wiesen bereits die Richtung für das nachfolgende Album Quartet mit seinen zahlreichen Anspielungen. Diese fanden sich in einigen Titeln (Reap the Wild Wind, Serenade und Hymn) oder im Vokabular einiger Texte („Passionsspiel“ in We Came to Dance und „in Stille geleistete Eide“ in Visions in Blue). Zuweilen waren die Formulierungen mehrdeutig. Obwohl Hymn hinsichtlich Duktus wie ein Glaubensbekenntnis anmutet, zielen Deutungsversuche eher in Richtung einer zynischen Betrachtung von Religion. Auch die im Musikvideo erzählte Geschichte unterstützt in manchen Analysen die These von einem Teufelspakt, der im Untergang endet.

“Give us this day all that you showed me / The power and the glory, till my kingdom comes / Give me all the storybook told me / The faith and the glory, till my kingdom comes”

„Gib uns dieser Tage, was du mir vorgeführt hast / Die Macht und den Ruhm, bis mein Königreich komme / Gib, wovon mir das Geschichtenbuch erzählt / Den Glauben und den Ruhm, bis mein Königreich komme“

Auf dem Album Lament wandelte sich die religiöse Prägung ins Mystische (Man of Two Worlds). Darüber hinaus rückten politische Themen in den Vordergrund (White China, Dancing With Tears in My Eyes und Heart of the Country). Interpretationen zufolge nahm White China mögliche Auswirkungen der damals noch in der Zukunft liegenden Übergabe Hongkongs (das „Weiße China“ genannt) an China im Jahr 1997 vorweg:

“When white turns to red / In the not too distant days / Will force and misery / Be the life you have to lead?”

„Wenn Weiß sich in Rot umwandelt / In nicht allzu ferner Zeit / Wird Gewalt und Elend / Das Leben bestimmen, das du führen musst?“

Nach Dancing With Tears in My Eyes thematisierte Ultravox mit der Single All Fall Down vom Album U-Vox erneut die Gefahren bei der zivilen und militärischen Nutzung von Kernenergie. Hintergrund waren diesmal die Mitte der 1980er-Jahre durch das Wettrüsten im Kalten Krieg aufkommenden Zukunftsängste. Der Song reihte sich in die damals populären Beiträge anderer Künstler wie Russians von Sting zur weltweiten Friedensbewegung ein:

“Well look in the mirror and what do you see / An American, Russian, a soldier or me? / When you’ve all pressed the buttons just where will you be / When we all fall down?”

„Schaut in den Spiegel und sagt, was ihr seht / Einen Amerikaner, Russen, einen Soldaten oder mich? / Wenn ihr die Knöpfe gedrückt habt, wo werdet ihr dann sein / Wenn wir alle gefallen sind?“

## Instrumentierung

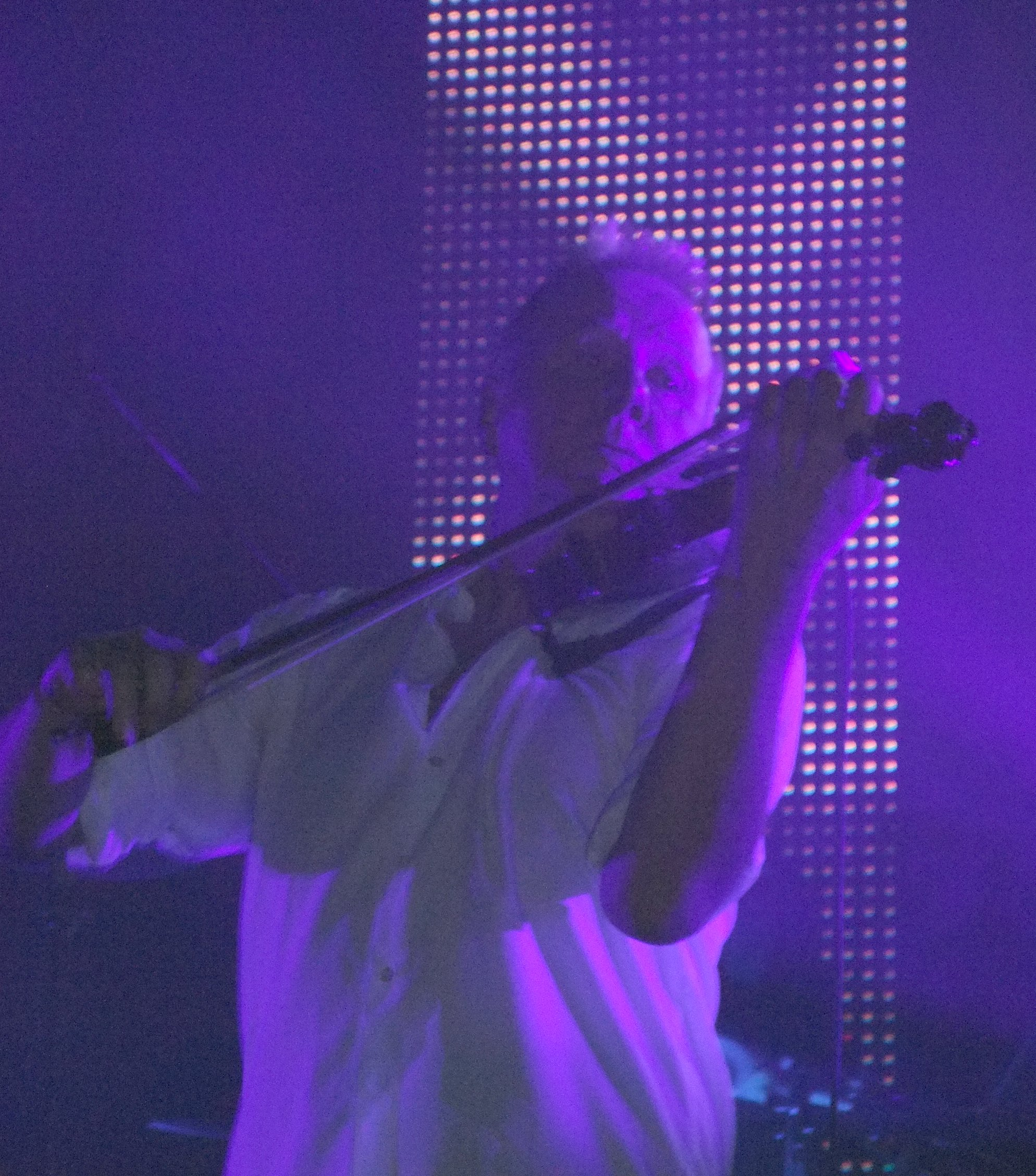
Billy Currie bei einem seiner Violinensoli im Londoner Roundhouse, 30. April 2009

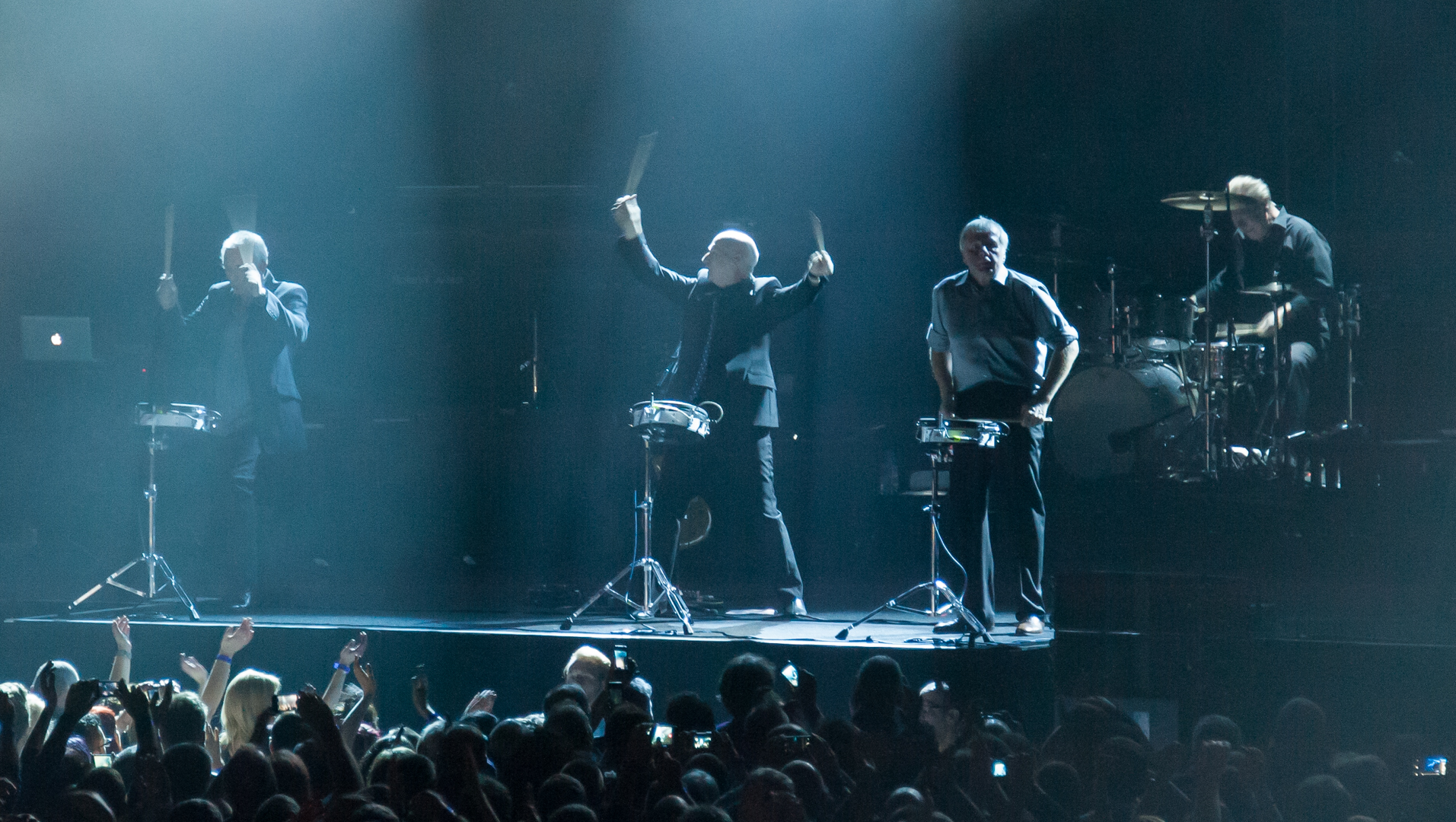
Schlagzeugsolo von The Voice im Londoner The O_{2}, 30. November 2013

1973 startete die Band in der klassischen Rockbesetzung Gitarre, Bass und Schlagzeug, hatte aber von Anfang an einen experimentelleren Sound im Sinn. Mit Currie kam frühzeitig ein klassisch ausgebildeter Musiker hinzu, der das Repertoire der Band um eine Violine mit elektromagnetischem Tonabnehmer und ein Crumar E-Piano erweiterte. Die Band feilte mit den vorhandenen Instrumenten ein Jahr am Sound und experimentierte mit der Studiotechnik. Durch den Plattenvertrag verbesserte sich die finanzielle Situation der Band; zur selben Zeit wurden Synthesizer preislich erschwinglich. Mit Currie am ARP Odyssey entwickelte Ultravox bereits auf dem zweiten Album ein Sound-Markenzeichen und sammelte Liveerfahrungen mit diesem Instrument. Currie bediente außerdem ein ELKA Rhapsody 610 für Streichersounds. Bei Hiroshima Mon Amour kamen beide Instrumente zum Einsatz – in den ersten Akkorden das ELKA, in der zweiten Hälfte der ARP. Auf dem dritten Album leitete Cann die Unterstützung mit Rhythmusmaschinen ein und machte Ultravox zu einer der ersten britischen Bands mit elektronischer Perkussion. Weitere Studioexperimente wie mit dem ARP Odyssey aufgenommene Tape-Loops waren erste Früchte der Zusammenarbeit mit dem deutschen Toningenieur Conny Plank während der Phase bei Island.
Mit Ure kam nach dem Weggang von Foxx und Shears nicht nur ein Ersatz für Gesang und Gitarre. Ure hatte bei Rich Kids erste Erfahrung mit Synthesizern gesammelt. Für das Album Vienna setzten erstmals alle Bandmitglieder elektronische Instrumente ein.
Der kommerzielle Erfolg von Vienna eröffnete der Band neue Möglichkeiten für Instrumentierung und Studionutzung. Für das Album Rage in Eden war die Band im Studio nicht mehr zeitlich limitiert und hatte mit Conny Plank zudem einen Mentor, der die Musiker bei der Ausarbeitung der Sounds beriet. War das Album Vienna noch innerhalb von zehn Tagen aufgenommen und nach 14 Tagen abgemischt worden, ging die Band für Rage in Eden ohne vorbereitete Kompositionen für mehrere Wochen ins Studio. Die Synthesizertechnik wurde um zusätzliche Geräte erweitert. Der polyphone Yamaha CS-80 kam bei Livekonzerten zunächst nicht zum Einsatz – im Gegensatz zu Simmons sechseckigen Syndrums. Mit diesen spielten Ure, Currie und Cross bei der Monument-Tour ein fast anderthalbminütiges von Cann am Schlagzeug begleitetes Solo zum Ausklang von The Voice, mit dem auch die Konzerte der späteren Comeback-Tourneen Return to Eden endeten.
Für das Album Quartet kamen weitere elektronische Instrumente hinzu, insbesondere Sampler. Im Einzelnen handelte es sich um den in Deutschland von der Palm Productions GmbH hergestellten PPG Wave 2.2 sowie einen E-mu Emulator und Yamaha GS1, Vorläufer der späteren DX-Serie. Da die simultane Bedienung aller Synthesizer problematisch wurde, bekam Ultravox Unterstützung von Colin King und Danny Mitchell, die ab der Monument-Tour auch die Nebenstimmen bei Livekonzerten beisteuerten. Für das Album Lament wurden einige der vorhandenen Instrumente durch solche mit MIDI-Schnittstelle ersetzt, die bei Liveauftritten von zwei Linn 9000 getriggert wurden. Die digitalen Synthesizer programmierte die Band mit Gesangs-Samples. Solche Samples sind auf White China (Yamahas GS-1) oder auf dem Titelstück Lament (Palm PPG Wave 2.2) zu hören. Mae McKenna, die Schwester des Schlagzeugers Ted McKenna (Rory Gallagher, Michael Schenker Group), steuerte für Man of Two Worlds Passagen in Gälischer Sprache bei. Neben Shirley Roden war Debi Doss, zuvor Sängerin bei den Buggles in Video Killed the Radio Star, eine der beiden Nebenstimmen in A Friend I Call Desire. Bei der Set Movements-Tournee zu Lament wurden insgesamt 26 einzelne Eingangssignale an die PA-Anlage übergeben. Da der Soundcheck für die gesamte Ausrüstung etwa fünf Stunden dauerte, trat Ultravox nicht auf Festivals auf. Speziell für den Auftritt beim Live-Aid-Konzert mit vier Songs kam eine andere, überwiegend digitale Instrumentierung zum Einsatz: Ure neben der Gitarre am E-mu Emulator II, Currie neben der Violine am Yamaha DX7 und Kurzweil K250, Cross am Minimoog und am Bass und PPG Wave 2.2 sowie Cann am Schlagzeug und einer Schlagzeugmaschine vom Typ Oberheim DX.
Bei den Return to Eden-Tourneen 2009 und 2010 verwendete Ultravox ausschließlich digitale Keyboard-Sounds. Dabei wurden die Synthesizerklänge mit einer auf Laptops laufenden Softwareemulation als virtuelle Instrumente erzeugt. Gegenüber früheren Konzerten konnte die benötigte Hardware in erheblichem Umfang reduziert werden. Darüber hinaus erlaubte der Einsatz von In-Ear-Monitoring eine individuelle und reproduzierbare Abmischung jedes einzelnen Songs. Der Zeitaufwand für die Soundchecks insbesondere im Publikumsbereich der unterschiedlichen Veranstaltungsorte beschränkte sich somit auf wenige Minuten.

## Design

### Tonträger
Als Kunst- und Grafikdesignstudent arbeitete Foxx auch an der optischen Präsentation der Band. Neben ausgefallener Bühnenkleidung erstreckte sich dieses Interesse auf die Gestaltung der Schallplattencover. So zeichnete er unter seinem bürgerlichen Namen Dennis Leigh für das Design der Plattenhülle zum Debütalbum verantwortlich. Das Foto auf der Vorderseite stammt von Gered Mankowitz, der bereits mit Jimi Hendrix gearbeitet hatte, und stellt die Band vor einer Klinkerwand unter dem Neonschriftzug „Ultravox!“ dar, der auch in den Promotionsvideos von Island Records verwendet wurde. Die Rückseite zeigt Foxx kniend mit gefalteten Händen inmitten von Monitoren mit seinem Konterfei. Das Album Ha!-Ha!-Ha! zeigt stereoskopisch verfremdete Schwarzweißfotos der einzelnen Bandmitglieder auf der Vorder- und Rückseite. Auf der Vorderseite von Systems of Romance sind Farbfotos in Form von Proofs abgebildet, auf der Rückseite die fünf damaligen Bandmitglieder.
Die Fotos auf Vienna stammen von Brian Griffin, das Design übernahm Glenn Travis. Auf dem Cover der gleichnamigen Single ist das Grab des österreichischen Klavierbauers Carl Schweighofer abgebildet, das sich auf dem Wiener Zentralfriedhof befindet. Rage in Eden markierte die erste Zusammenarbeit mit Peter Saville, der bei Factory Records für Joy Division und New Order gearbeitet hatte. Das unter der Bezeichnung Rage Face bekannt gewordene Schallplattencover basiert auf Werken von Claus Hansmann und Hervé Morvan. Wegen rechtlicher Probleme bei der Verwendung von Morvans Vorlage Cinémonde ersetzte Chrysalis das Cover kurz nach der Erstveröffentlichung des Albums durch alternative Illustrationen auf Grundlage dreier Pferdeköpfe (Three-horse Logo). 2008 erteilten die neuen Eigentümer für eine begrenzte Anzahl von Exemplaren der Remastered Definitive Editions von Rage in Eden die Lizenz zur Nutzung des ursprünglichen Covers, die sich auch auf die Return to Eden-Tour in den beiden Folgejahren sowie das gleichnamige Livealbum erstreckte.
Für Quartet übernahm Peter Saville die Gestaltung des gesamten grafischen Konzeptes, zu dem neben dem Entwurf des Schallplattencovers auch die Gestaltung des Bühnenbildes für die Liveauftritte der Band bei der Monument-Tournee gehörte. Zudem wurden Elemente des Monuments auch für einige Musikvideos verwendet. Die Idee von Monument – ein Gebäude im Stil altitalienischer Baukunst mit Anspielungen auf die Freimaurerei – wurde grafisch auf den Hüllen einiger Singles fortgeführt. Oft waren nur Bruchstücke des Monuments zu erkennen, spätestens auf dem Cover von Quartet erschien das Monument komplett und passend zum Albumtitel in vier Perspektiven: Grundriss, Kreuzriss, Aufriss und axonometrisch. Auf dem Cover von Monument – The Soundtrack, dem Livealbum zur Tournee, wurde das Monument als Bühnenbild abgelichtet. Auch das Design für Lament stammt aus der Feder von Saville und zeigt den neolithischen Steinkreis von Callanish auf der Isle of Lewis, der auch als Schauplatz für das Musikvideo zu One Small Day diente. Für das Album U-Vox übernahm Michael Nash das Design.

### Musikvideos
Ab 1980 wurde das neue Medium Musikvideo konsequent für die Vermarktung der Songs genutzt. War das Video für die Single Sleepwalk noch mit Bildern eines Liveauftrittes in St Albans unterlegt, wurden für das überwiegend in Schwarzweiß gedrehte Video zu Passing Strangers bereits Außenaufnahmen und Spezialeffekte wie Pyrotechnik und Trockeneisnebel verwendet. Obwohl das Video wie ein kurzer Kinofilm wirkt, wurde es nicht auf 35-mm-Film gedreht. Den Cinemascope-Eindruck erreichte Regisseur David Mallet durch Schwärzung des oberen und unteren Bildrandes und durch eine schnelle Schnittfolge. Für die Single Vienna nahm Regisseur Russell Mulcahy – ähnlich wie zuvor John Foxx bei den Songtexten – Anleihen an die Film-noir-Epoche und verwendete ebenfalls den Cinemascope-Effekt. Das Video zu Vienna ist teilweise in Schwarzweiß gedreht und unterstrich damit die Bestrebungen von Ultravox, von anderen Gruppen ähnlicher Stilrichtung unterscheidbar zu sein. Das Video wurde nur teilweise in Wien selbst gedreht, da viele touristische Sehenswürdigkeiten im Winter während der Dreharbeiten geschlossen waren. Die Anfangssequenz auf Kopfsteinpflaster mit dem weißen Pferd entstand an der St Paul’s Church im Londoner Stadtteil Covent Garden und wurde passend zum Rhythmus geschnitten. Alle Innenaufnahmen entstanden ebenfalls in London. Lediglich die Szene vor dem Stephansdom, einige Sequenzen auf dem Zentralfriedhof sowie die Schlussszene vor der Karl-Borromäus-Kirche wurden an einem einzigen Drehtag in Wien gefilmt und im Video verwendet. Die Produktionskosten beliefen sich auf etwa 6000 Britische Pfund und wurden von der Band vorfinanziert. Im Gegensatz dazu ist All Stood Still ein sogenanntes Stage-Video, also eine Bühnenaufzeichnung der vor Publikum spielenden Band.
Russel Mulcahy realisierte auch die beiden Videos The Voice und The Thin Wall zum Album Rage in Eden. The Voice stellte einen bildlichen Bezug zwischen der „Stimme“ oder dem „Mitspracherecht“ des Volkes und der Autorität vertreten durch Radio, Presse, Fernsehen, Militär und Justiz her. The Thin Wall („Die dünne Wand“) spielte visuell mit Angststörungen wie der Klaustrophobie oder der Angst vor dem Ertrinken. Mulcahy sagte zu seinen Videos:

„Ich nehme einen Song niemals wörtlich, sondern versuche immer eine andere Ebene darüberzulegen, so dass die Leute ihn auffassen können, wie sie wollen. Das entspricht auch den Vorstellungen, die die meisten Musiker von ihrer Musik haben. So ist ein Pop-Video in gewisser Hinsicht ‚visuelle Musik‘.“

Zwischen 1982 und 1984 realisierten Midge Ure und Chris Cross alle Videos von Ultravox selbst. Häufig verwendeten sie zum Songtitel passende Motive. Bei Reap the Wild Wind („Den Sturm ernten“, nach dem Bibelvers aus Hosea 8,7) wurden Dokumentaraufnahmen von Fliegern aus dem Ersten und Zweiten Weltkrieg in den Handlungsstrang eingebunden. Die darauf folgende Singleauskopplung Hymn („Loblied“) griff die Schlusssequenz von Reap the Wild Wind zu Beginn auf und verwendete unter Mitwirkung des britisch-schweizerischen Schauspielers Oliver Tobias faustische Motive. Das Video zu Visions in Blue wurde von der BBC wegen freizügiger Inhalte nur in einer gekürzten Version ausgestrahlt. Die unzensierte Originalversion ist auf der ersten VHS-Ausgabe von The Collection aus dem Jahr 1984 und auf der DVD The Very Best of von 2009 enthalten.
Zu den weltweit bekanntesten Videos zählt Dancing With Tears in My Eyes, in dem ein Unfall in einem Kernkraftwerk zum atomaren GAU führt und aus der Sicht eines Paares emotional geschildert wird. 1984 war der GAU eine Fiktion, sollte aber schon zwei Jahre später in der Nuklearkatastrophe von Tschernobyl Wirklichkeit werden. Das Video für Lament („Klagelied“) wurde auf der Insel Skye gedreht. Love’s Great Adventure hält sich stilistisch an die damals populäre Filmreihe um Indiana Jones. Das Filmplakat zu Jäger des verlorenen Schatzes erscheint zudem kurz im Hymn-Video.
Seit Ende Januar 2009 verfügt Ultravox über einen eigenen Kanal bei YouTube. Außerdem wurde Anfang September 2010 ein Vevo-Kanal bereitgestellt.

## Diskografie
Studioalben

| Jahr | Titel              | Höchstplatzierung, Gesamtwochen, AuszeichnungChartplatzierungen (Jahr, Titel, Platzierungen, Wochen, Auszeichnungen, Anmerkungen) | Höchstplatzierung, Gesamtwochen, AuszeichnungChartplatzierungen (Jahr, Titel, Platzierungen, Wochen, Auszeichnungen, Anmerkungen) | Höchstplatzierung, Gesamtwochen, AuszeichnungChartplatzierungen (Jahr, Titel, Platzierungen, Wochen, Auszeichnungen, Anmerkungen) | Höchstplatzierung, Gesamtwochen, AuszeichnungChartplatzierungen (Jahr, Titel, Platzierungen, Wochen, Auszeichnungen, Anmerkungen) | Höchstplatzierung, Gesamtwochen, AuszeichnungChartplatzierungen (Jahr, Titel, Platzierungen, Wochen, Auszeichnungen, Anmerkungen) | Anmerkungen                                                  |
| Jahr | Titel              | DE | AT | CH | UK | US | Anmerkungen                                                  |
| ---- | ------------------ | --- | --- | --- | --- | --- | ------------------------------------------------------------ |
| 1977 | Ultravox!          | — | — | — | — | — | Erstveröffentlichung: 25. Februar 1977                       |
| 1977 | Ha!-Ha!-Ha!        | — | — | — | — | — | Erstveröffentlichung: 14. Oktober 1977                       |
| 1978 | Systems of Romance | — | — | — | — | — | Erstveröffentlichung: 8. September 1978                      |
| 1980 | Vienna             | DE22 (20 Wo.)DE | — | — | UK3 Platin · (73 Wo.)UK | US164 (9 Wo.)US | Erstveröffentlichung: 11. Juli 1980 Verkäufe: + 307.500      |
| 1981 | Rage in Eden       | DE48 (8 Wo.)DE | — | — | UK4 Gold · (24 Wo.)UK | US144 (6 Wo.)US | Erstveröffentlichung: 11. September 1981 Verkäufe: + 107.500 |
| 1982 | Quartet            | DE13 (19 Wo.)DE | — | — | UK6 Gold · (30 Wo.)UK | US61 (17 Wo.)US | Erstveröffentlichung: 15. Oktober 1982 Verkäufe: + 100.000   |
| 1984 | Lament             | DE18 (22 Wo.)DE | — | — | UK8 Gold · (27 Wo.)UK | US115 (9 Wo.)US | Erstveröffentlichung: 6. April 1984 Verkäufe: + 100.000      |
| 1986 | U-Vox              | DE49 (3 Wo.)DE | — | CH29 (1 Wo.)CH | UK9 Gold · (6 Wo.)UK | — | Erstveröffentlichung: 13. Oktober 1986 Verkäufe: + 100.000   |
| 1993 | Revelation         | — | — | — | — | — | Erstveröffentlichung: 10. Mai 1993                           |
| 1994 | Ingenuity          | — | — | — | — | — | Erstveröffentlichung: 10. November 1984                      |
| 2012 | Brilliant          | DE27 (2 Wo.)DE | AT59 (1 Wo.)AT | CH67 (1 Wo.)CH | UK21 (1 Wo.)UK | — | Erstveröffentlichung: 25. Mai 2012                           |

grau schraffiert: keine Chartdaten aus diesem Jahr verfügbar